# Mathilde de Morny
Ne doit pas être confondu avec Missie.
Pour les articles homonymes, voir Morny et Missy.
Mathilde de Morny, dite « Missy », « Yssim », « Oncle Max », « Max » ou encore « Monsieur le Marquis », née le 26 mai 1863 à Paris, et morte le 29 juin 1944 dans la même ville est une célébrité du Paris de la Belle Époque, qui porte le titre, par son mariage, de marquise de Belbeuf. 
À la fois personnalité mondaine et artiste, Mathilde de Morny se fait remarquer par sa conduite jugée extravagante. Fréquentant les milieux lesbiens et homosexuels parisiens du début du XXe siècle, elle affiche ouvertement ses préférences sexuelles pour les femmes et entretient notamment une relation avec Colette. À cette époque où les amours féminines sont relativement acceptées, elle est pourtant attaquée avec acharnement, surtout en raison de son expression de genre masculine et devient l'archétype de la lesbienne perçue comme déviante. Plusieurs auteurs la décrivent comme un homme transgenre. 

## Biographie

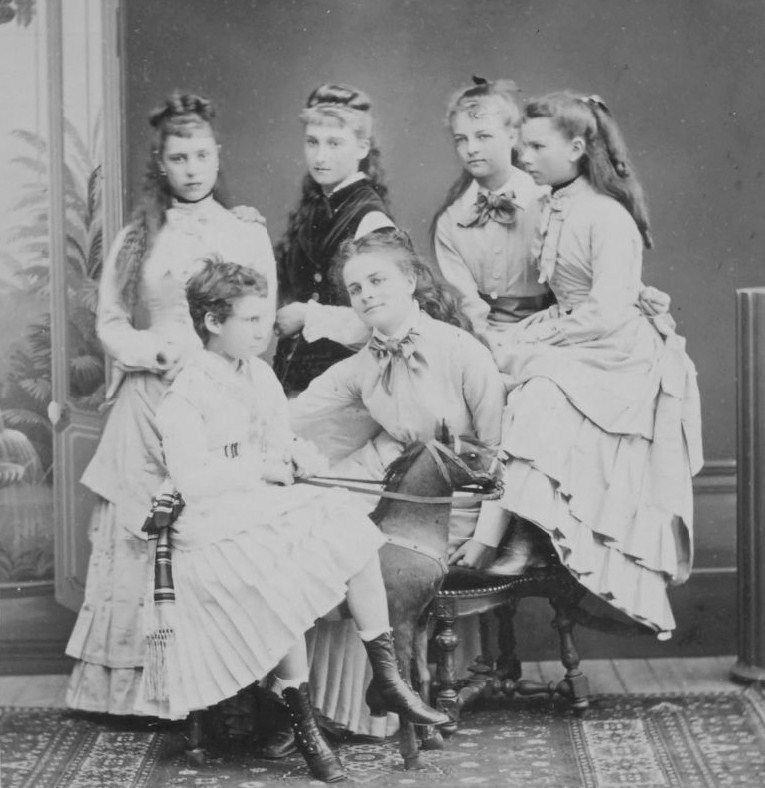
Mathilde de Morny (assise, à gauche) et ses cousines Troubetskoï (vers 1870).

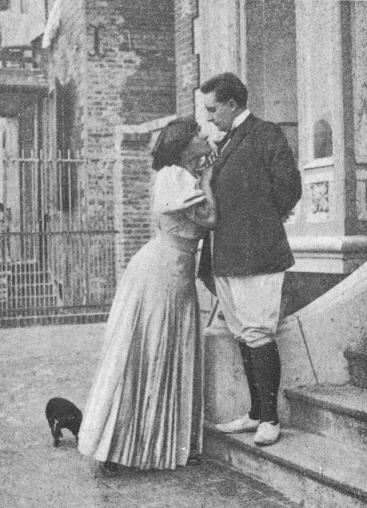
Colette (à gauche) et Mathilde « Missy » de Morny (à droite), 1906.

Mathilde de Morny est le quatrième et dernier enfant du duc de Morny (demi-frère de Napoléon III) et de son épouse Sophie Troubetskoï. Elle descend de l'impératrice Joséphine de Beauharnais.  
Mathilde reçoit peu d'amour de ses parents. Elle découvre la chasse avec son beau-père le duc de Sesto en Castille, où elle entretient sa première liaison lesbienne. 
Elle épouse en 1881 Jacques Godart de Belbeuf, sixième et dernier marquis de Belbeuf, qui la laisse libre de poursuivre ces liaisons et dont elle divorcera en 1903, au grand désespoir de sa mère.
Grâce à sa fortune, « Missy », comme elle est surnommée, entretient ouvertement des relations amoureuses  avec de nombreuses femmes à Paris, y compris Colette et Liane de Pougy. De Morny rencontre Colette en 1905 dans le club privé le Cercle des arts de la mode, qui rassemble écrivains, aristocrates, journalistes et demi-mondaines. Colette, l'écrivaine libertine, y est encouragée par son mari Willy, endetté et infidèle. 
Colette et Missy séjournent ensemble à partir de l'été 1906 au Crotoy dans la villa « Belle Plage ». Colette y rédige Les Vrilles de la vigne et La Vagabonde, roman plus tard porté à l'écran par Musidora.
Le 3 janvier 1907, Missy se présente avec Colette sous l'anagramme d'Yssim dans la pantomime Rêve d'Égypte, au Moulin Rouge. Elle joue le rôle d'un égyptologue qui réveille une momie, jouée par Colette, en lui donnant un baiser. Le scandale est organisé par une cabale bien préparée. À la première, une claque jette des projectiles tels que tabourets et cigarettes, et provoque une bagarre générale. Le préfet de police Louis Lépine suspend les représentations. Ce scandale dévoile au grand jour le comportement de Missy ; sa famille la rejette alors et cesse tout soutien financier. 
En 1909, Colette écrit pour Akademos, la première revue homosexuelle française, que de Morny soutient financièrement. Durant cette période, « Missy se rattache à la marginalité lesbienne puisqu’elle fréquente les petites tables de la Butte et autres caves montmartroises en compagnie de Colette ». Colette et « Missy » fréquentent également le Palmyr's Bar, établissement pour homosexuels et lesbiennes tenu par Palmire Dumont.

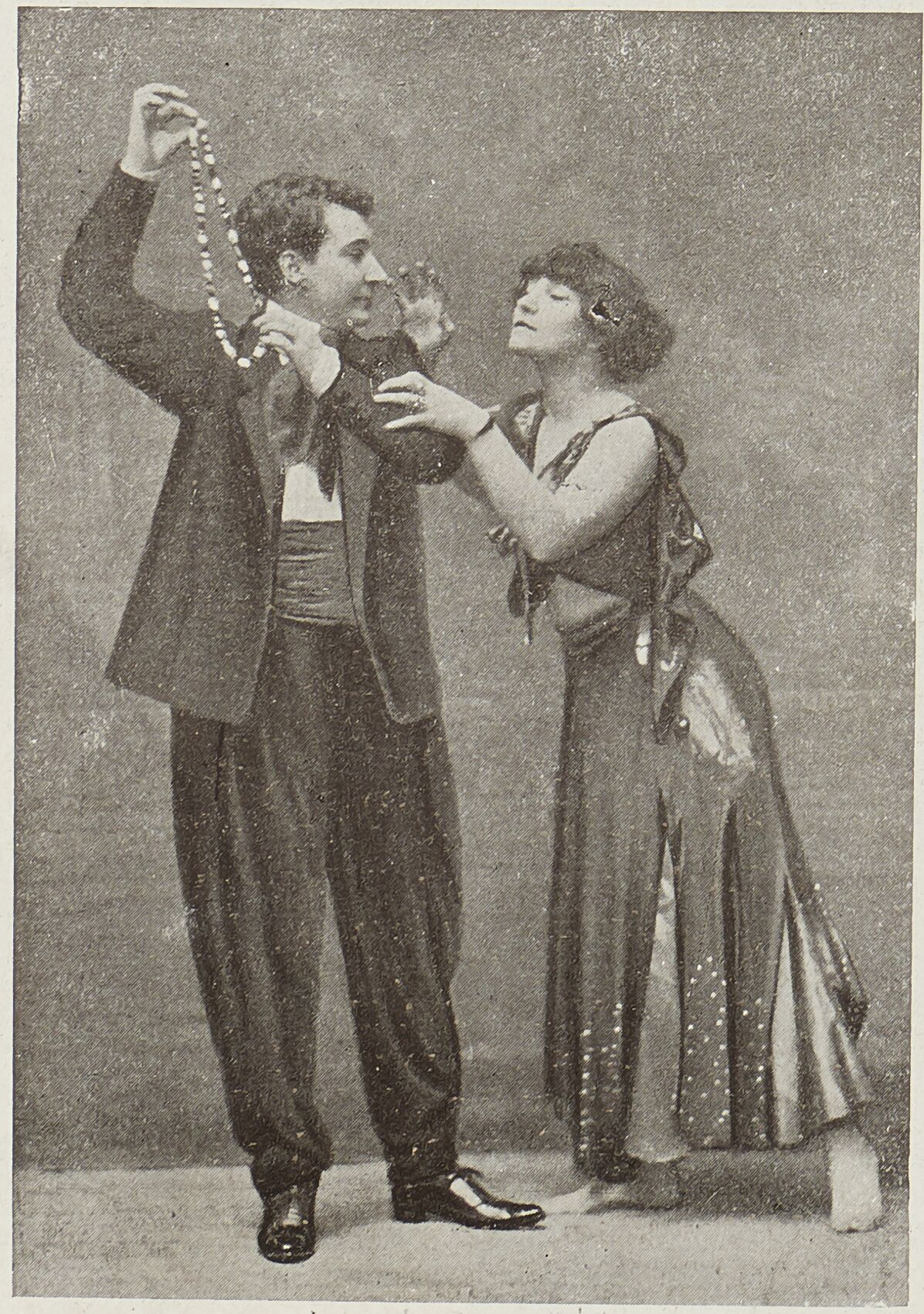
Mathilde de Morny (gauche) et Colette (droite) en 1906.

Le 21 juin 1910, « Missy » et Colette signent l'acte d'achat du manoir de Rozven à Saint-Coulomb en Bretagne, le jour même où la première chambre du tribunal de grande instance de la Seine  prononce le divorce de Colette et Willy. La maison est meublée aux frais de Missy. Lors de leur séparation un an plus tard, Colette conserve la propriété de la maison,.
« Missy » inspire à Colette le personnage de la « Chevalière » du roman Le Pur et l'Impur, publié en 1932 et qu'elle apprécie peu. Colette dira d'elle : « La Chevalière » qui, « en sombre ajustement masculin, démentait toute idée de gaieté et de bravade… Venue de haut, elle s'encanaillait comme un prince »[réf. nécessaire]. Dans ses écrits sur sa tournée de 1909, Colette a supprimé les références à de Morny, « présence dorénavant embarrassante pour une écrivaine de nouveau mariée et avide de respectabilité ».
Mathilde de Morny se fait appeler « Max », « Oncle Max » ou bien encore « Monsieur le Marquis » par ses gouvernants. Elle porte alors un complet veston (tenue interdite aux femmes) et caleçon d'homme, le cheveu court, fume le cigare comme avant elle George Sand ,.  
Fin mai 1944, elle tente de se suicider mais est sauvée. Complètement ruinée, elle se suicide un mois plus tard le 29 juin 1944 en mettant la tête dans le four de sa cuisinière à gaz et meurt à trois heures de l'après-midi.
Ses funérailles sont prises en charge par Sacha Guitry; elle est inhumée au cimetière du Père-Lachaise (54e division).

## Identité de genre et orientation sexuelle

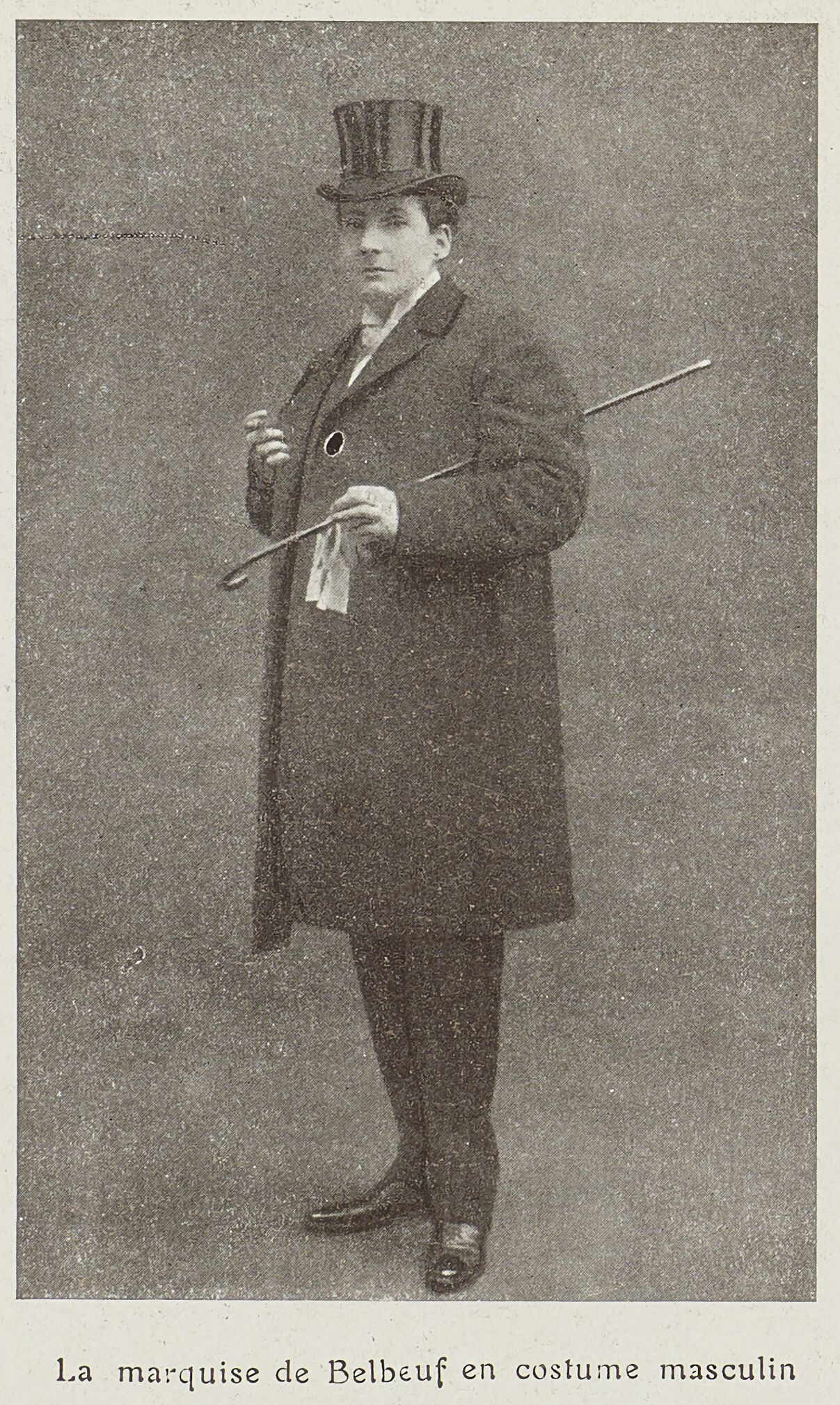
Mathilde de Morny en costume masculin (1906).

Mathilde de Morny s'est fait connaître pour le fait de s'habiller en homme en public (en portant un pantalon), ce qui était illégal à l'époque. Le port du pantalon par une femme pouvait scandaliser à une période où il n'était permis qu'après une autorisation dérogatoire accordée par l'autorité administrative pour motif particulier, comme par exemple pour l'artiste peintre Rosa Bonheur ou l'archéologue Jane Dieulafoy[réf. souhaitée]. 
L'apparence masculine de Mathilde de Morny et ses relations avec des femmes lui valent une « réputation sulfureuse » qui entraîne des critiques de plus en plus fortes dans la presse au fil des années. Missy devient ainsi l'archétype du « vice lesbien » et inspire des personnages de roman : « Ces avatars (...) fument le cigare, boivent des alcools forts, montent à cheval, tirent l’épée, se piquent à la morphine, séduisent d’innocentes jeunes filles et ont la démarche virile ». On retrouve ainsi des personnages lui ressemblant dans Méphistophélia de Catulle Mendès (1890), Les possédés de la morphine de Maurice Talmeyr (1890), où elle apparaît comme un homme (avant que son sexe féminin ne soit révélé) ou encore L’Énervée de Maxime Formont (1903), ainsi que sous la plume de Jean Lorrain.  
Lors de la tournée de Colette en 1909, l'artiste décrit sa relation avec Missy comme ayant l'apparence d'un couple hétérosexuel, en raison de l'expression de genre masculine de De Morny.  
De Morny se fait appeler Max et Monsieur le marquis. Pour Nicole G. Albert, « la marquise incarne, avant la lettre, le trouble dans le genre (...) une apparence, voire une identité, qui relève du transgenre : costume, attitude, comportement, surnoms, autant d’éléments qui traduisent la désertion du féminin traditionnel pour un entre-deux que Colette rattache à l’androgynie ». Albert qualifie même sa relation avec Colette de couple butch-fem. 
Christine Bard estime que « son identification masculine dépasse le cadre des jeux amoureux » et la qualifie de personne transgenre.  
Plusieurs biographes (comme Claude Francis et Fernand Gontier en 2000) écrivent qu’elle se fait retirer les seins et l'utérus. Kadji Amin indique que cela repose sur une seule source, écrite par Simone Wiel. D'autre part, Amin note que de telles chirurgies, qui n'auraient pas manqué de défrayer la chronique pour une personne aussi connue, ne sont repris par aucune source, et Wiel n'était pas dans le cercle intime de De Morny. Pour Kadji Amin, au final, il est impossible de connaître précisément l'identité de genre de De Morny, en l'absence de son témoignage sur la question. L'appellation « transgenre » ou « transsexuel » moderne n'existant pas à l’époque, Amin met en garde contre une lecture anachronique. Max/Mathilde de Morny pourrait être un homme trans, cherchant à quitter le rôle social féminin qui lui était assigné, sans pour autant chercher à recommencer une vie sous sa nouvelle identité (ce qui lui aurait fait perdre sa fortune). Plus précisément, son genre s'exprime de manière contextuelle : Monsieur le marquis avec ses domestiques, Missy avec ses intimes, Madame de Morny pour la haute société parisienne et la presse. Il est possible que de Morny ait vécu son genre de manière fluide selon les différents contextes sociaux et interpersonnels.

## Activité artistique
Sous le pseudonyme d'Yssim (anagramme de Missy), elle fut sculpteur et peintre, élève du comte Saint-Cène[Qui ?] et du sculpteur Édouard-Gustave-Louis Millet de Marcilly, le père d'Édouard-François Millet de Marcilly sculpteur lui aussi.[réf. nécessaire]
Suite à tutelle, un buste en marbre anonyme (?) de "la marquise de Belbeuf, dite Missy" a figuré dans une vente aux enchères publiques à Cherré (72400) le 4 avril 2023 (reprod. coul. p.162 de "La Gazette Drouot" n°12 -24/03/2023).

## Hommages
- Max est l'un des 11 personnages jouables du jeu de rôle Abstract Aventures Steampunk, publié en mars 2020 par Les 12 Singes[16].